# Le Signe du cobra
Pour plus de détails, voir Fiche technique et Distribution.
Le Signe du cobra (Cobra Woman) est un film américain réalisé par Robert Siodmak et sorti en 1944.

## Synopsis
Un conteur se lance dans l'histoire étrange de l'île de Cobra. Alors qu'elle s'apprête à célébrer ses noces avec Ramu, une belle indigène, Tolea, est enlevée par un esclave muet, dépêché depuis l'île de Cobra par une grande prêtresse sanguinaire, Naja. Naja est par ailleurs la sœur jumelle de Tolea. Ramu ne se le tient pas pour dit. En compagnie du jeune Kado et d'un chimpanzé, il s'embarque pour l'île maléfique avant que sa cruelle grande prêtresse n'ait jetée Tolea dans le volcan où ont déjà péri tant de victimes… 

## Fiche technique
- Titre : Le Signe du cobra
- Titre original : Cobra Woman
- Réalisation : Robert Siodmak, assisté de Mack V. Wright et Ray Taylor (non crédité)
- Scénario : Gene Lewis et Richard Brooks d'après une histoire de Scott Darling
- Production : George Waggner
- Société de production : Universal Pictures
- Musique : Edward Ward
- Chorégraphe : Paul Oscard
- Photographie : W. Howard Greene et George Robinson
- Montage : Charles Maynard
- Direction artistique : Alexander Golitzen et John B. Goodman
- Décorateur de plateau : Russell A. Gausman et Ira Webb
- Costumes : Vera West
- Effets spéciaux : John P. Fulton
- Maquillage : Jack Pierce
- Pays d'origine : États-Unis
- Langue : anglais
- Format : Technicolor - Son : Mono (Western Electric Recording)
- Genre : Aventure
- Durée : 71 minutes
- Dates de sortie : 
  - États-Unis : 12 mai 1944
  - France : 9 avril 1947
- Affiche : René Lefèbvre (France)

## Distribution
- María Montez : Tollea / Naja

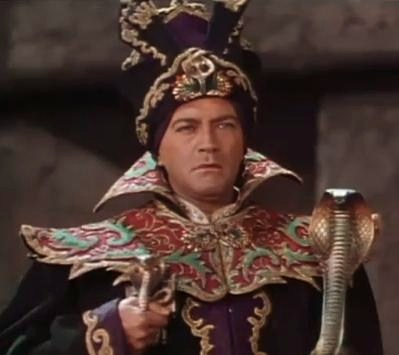
Edgar Barrier dans le rôle de Martok.

- Jon Hall (VF : Raymond Loyer)  : Ramu
- Sabu : Kado
- Edgar Barrier (VF : Claude Péran)  : Martok
- Mary Nash : La reine
- Lois Collier : Veeda
- Samuel S. Hinds (VF : Maurice Pierrat)  : Père Paul
- Moroni Olsen (VF : Pierre Leproux) : MacDonald
- Lon Chaney Jr. : Hava